# 芒德黑文 (印第安納州)
芒德黑文（英語：Mound Haven）是位於美國印地安納州富蘭克林縣的一個非建制地區。該地的面積和人口皆未知。